# Monopis henderickxi
Monopis henderickxi är en fjärilsart som beskrevs av Reinhardt Gaedike och Ole Karsholt 2001. Monopis henderickxi ingår i släktet Monopis och familjen äkta malar.
Artens utbredningsområde är Madeira. Inga underarter finns listade i Catalogue of Life.